# 8053 Kleist
A 8053 Kleist (ideiglenes jelöléssel 4082 P-L) a Naprendszer kisbolygóövében található aszteroida. Cornelis Johannes van Houten, Ingrid van Houten-Groeneveld és Tom Gehrels fedezte fel 1960. szeptember 25-én.